# Rue Lesoinne
La rue Lesoinne est une rue de la ville belge de Liège faisant partie du quartier administratif des Guillemins.

## Description et localisation
Cette artère plate et rectiligne se trouve sur la rive gauche de la Meuse, prolonge la rue de Harlez et relie la rue de Fragnée à la rue Varin. Elle est coupée par la rue Auguste Buisseret. Elle est large d'environ 12 m, longue de 157 m et compte une trentaine d'immeubles. Elle applique un sens unique de circulation automobile depuis la rue Auguste Buisseret soit vers la rue Varin, soit vers la rue de Fragnée.

## Historique
Cette artère était la partie orientale de la rue Saint-Maur dont elle a été séparée vers le milieu du XIXe siècle à cause du percement de la ligne de chemin de fer menant à la gare des Guillemins dont la création remonte à 1842. En 1863, la rue s'appelle la rue Duvivier avant de prendre son nom actuel en 1867.

## Rues adjacentes
- Rue de Harlez
- Rue de Fragnée
- Rue Auguste Buisseret
- Rue Varin